# صندوق فرانكس
صندوق فرانكس (بالإنجليزية: The Franks Casket) أو صندوق أوزون علبة صغير مصنوعة من عظم الحوت في شمال إنجلترا حوالي القرن الثامن م. صندوق فرانكس مثال مهم للنحت الأنجلوسكسوني، تتميز بنقوشها الفنية الجميلة، ونصوص بلإنجليزية القديمة وبالّغة الّاتينية باأبجدية رونية.
الصندوق في المتحف البريطاني بدون الجانب الأيمن: هو في المتحف بارجيلو في فلورنسا.
اسم صندوق فرانكس لأن أغسطس ولاستن فرانكس (بالإنجليزية: Augustus Wollaston Franks) أعطاها للمتحف البريطاني عاش 1867. إسمها صندوق أوزون لأن عائلة في أوزون في لوار العليا (إقليم فرنسي) ملكيها سابقًا.

## الغطاء

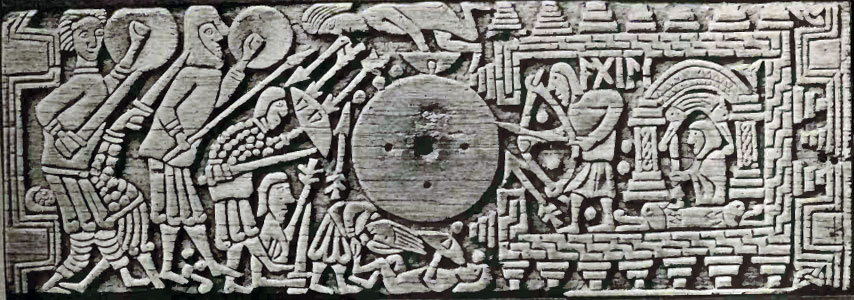
غطاء علبة فرانكس.

لا أحد يعرف من في الصورة. هناك الكلمة "ᚫᚷᛁᛚᛁ" (ا ج ي ل ي)، التي في المحتمل اسم.

## الجانب الامامي
قي الجانب الامامي هناك صورتين ونص.

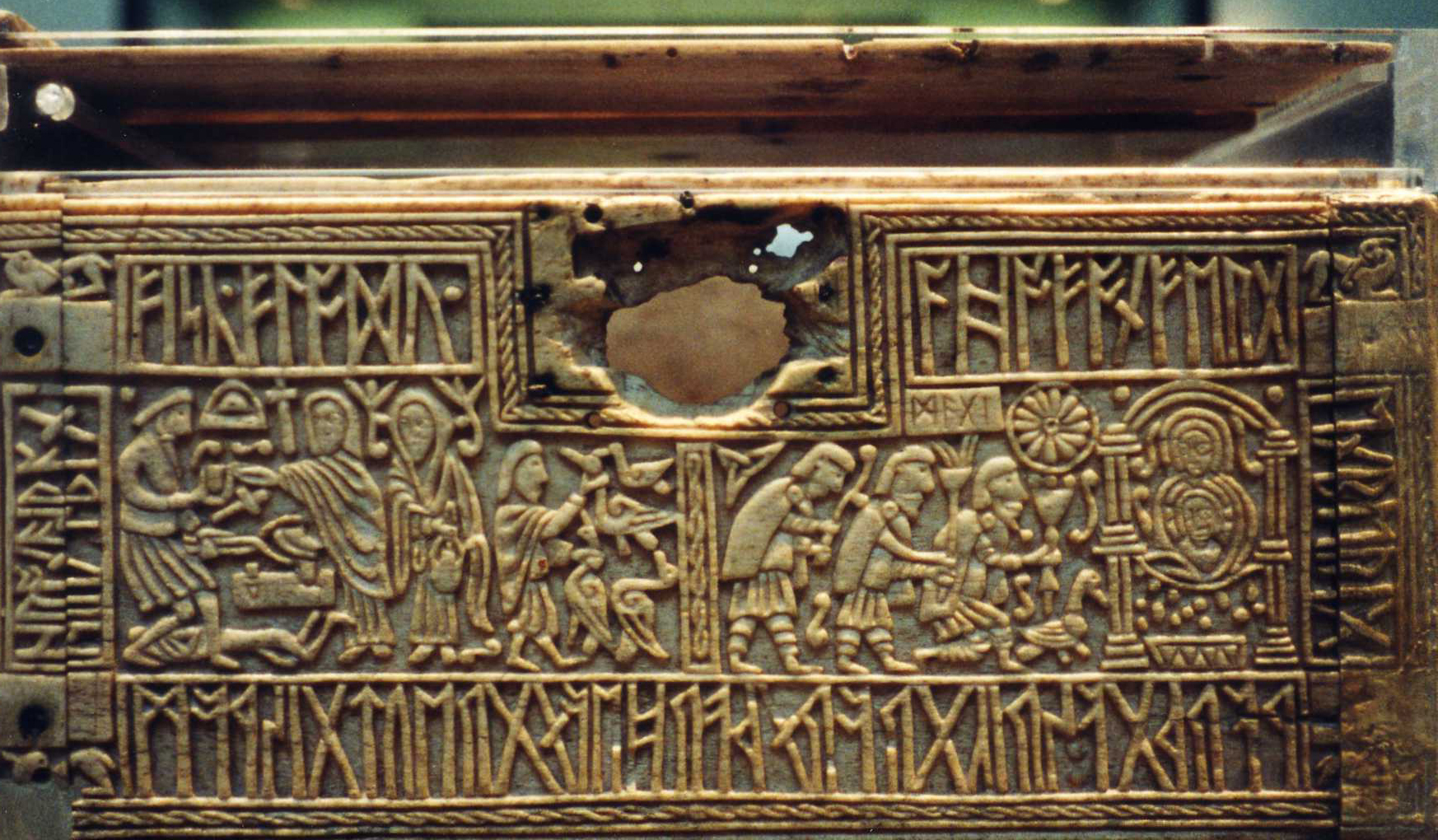
جانب علبة فرانكس الامامي.

في الصورة اليمنى تجلس مريم العذراء على عرش مع إبنها يسوع. المجوس الثلاثة يزورونه ويعطون هدايا. هناك نجمة وبالأبجدية الرونية كلمة لاتينية "ᛗᚫᚷᛁ" (م ا ج ي)، تعني «مجوس».
في الصورة اليسرى ويلند (بالإنجليزية القديمة: Wēland). هو حرفي الأسطورة القديمة الجرمانية. هو يعطى كوب لأميرة. إسمها بادوهلد (بالإنجليزية القديمة: Beaduhild). ويلند سابقاً قتل أخويها. أخ يضطجع تحت سندان ويلند. ويلند يمسك رأسه بأداة. هذه قصة كذلك في أشعار الإيدا. لا أحد يعرف من الامرأة الأخرى ومن الرجل الذي يمسك الطَّائِرَيْن.
النص هو شعر عن حوت لأن الصندوق مصنوع من عظم الحوت.
| النص الرني (بالأبجدية الرونية)                                                      | النص الحرفي (بالألفبائية الاتينية)                                                  | ترجنة بالساكسون الغربية                                                                  | ترجنة ممكنة                                                              |
| ----------------------------------------------------------------------------------- | ----------------------------------------------------------------------------------- | ---------------------------------------------------------------------------------------- | ------------------------------------------------------------------------ |
| ᚠᛁᛋᚳ.ᚠᛚᚩᛞᚢ.ᚪᚻᚩᚠᚩᚾᚠᛖᚱᚷ \| ᛖᚾᛒᛖᚱᛁᚷ \| ᚹᚪᚱᚦᚷᚪ:ᛋᚱᛁᚳᚷᚱᚩᚱᚾᚦᚫᚱᚻᛖᚩᚾᚷᚱᛖᚢᛏᚷᛁᛋᚹᚩᛗ \| ᚻᚱᚩᚾᚫᛋᛒᚪᚾ | fisc.flodu.ahofonferg \| enberig \| warþga:sricgrornþærheongreutgiswom \| hronæsban | Fisc flōd āhōf on firgenberig. Wearþ gāsric(?) grorn þǣr hē on grēot geswam. Hranes bān. | سمكةً بحرٌ رفع على جرفٍ. أصبح ملكٌ رهيبٌ (؟) حزينً حيث هو على حَصًى سبح. عظم حوتٍ |

## الجانب الخلفي

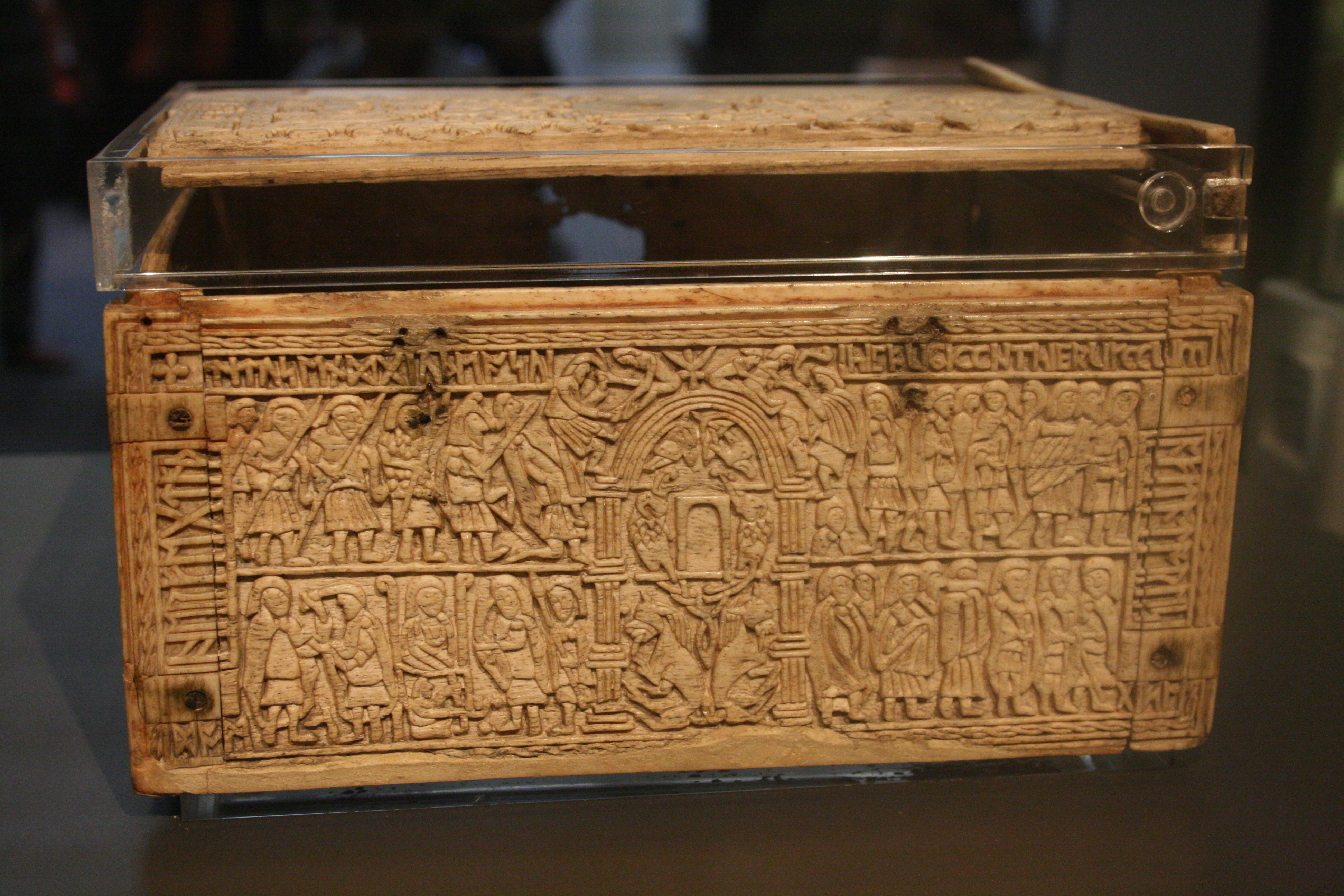
الجانب الخلفي

الجانب الخلفي يصف الثورة اليهودية الكبرى.
في وسط الصورة بناية، ربما معبد القدس.
أعلى اليسار النص "ᚻᛖᚱᚠᛖᚷᛏᚪᚦ | +ᛏᛁᛏᚢᛋᛖᚾᛞᚷᛁᚢᚦᛖᚪᚢ" (بالألفبائية اللاتينية "herfegtaþ | +titusendgiuþeasu" وبالساكسون الغربية "Hēr feohtaþ Tītus and Iūdēas"): «هنا يتحاربون التيتوسُ واليهودُ». الصورة يصف هجوم تيتوس على القدس.
على يمين النص باللعة اللاتينية، بالأبجدية الرونية وبالألفبائية اللاتينية، "[afitatores] hicfugianthierusalim | ᚪᚠᛁᛏᚪᛏᚩᚱᛖᛋ" (باللاتينة الفصحى "hic fugiant hierusalim habitatores"): «هنا يهربون من القدسِ سكانٌ».
في اليسار الأسفل النص "ᛞᚩᛗ" (د وم، بالساكسون الغربية "dōm"): «حُكْم». في الصورة يجلس قاض وربما يستعبد اليهود.
إلى اليمين أسفل النص "ᚷᛁᛋᛚ" (ج ي س ل، بالساكسون الغربية "gīsl"): «رهينة».

## الجهة اليسرى

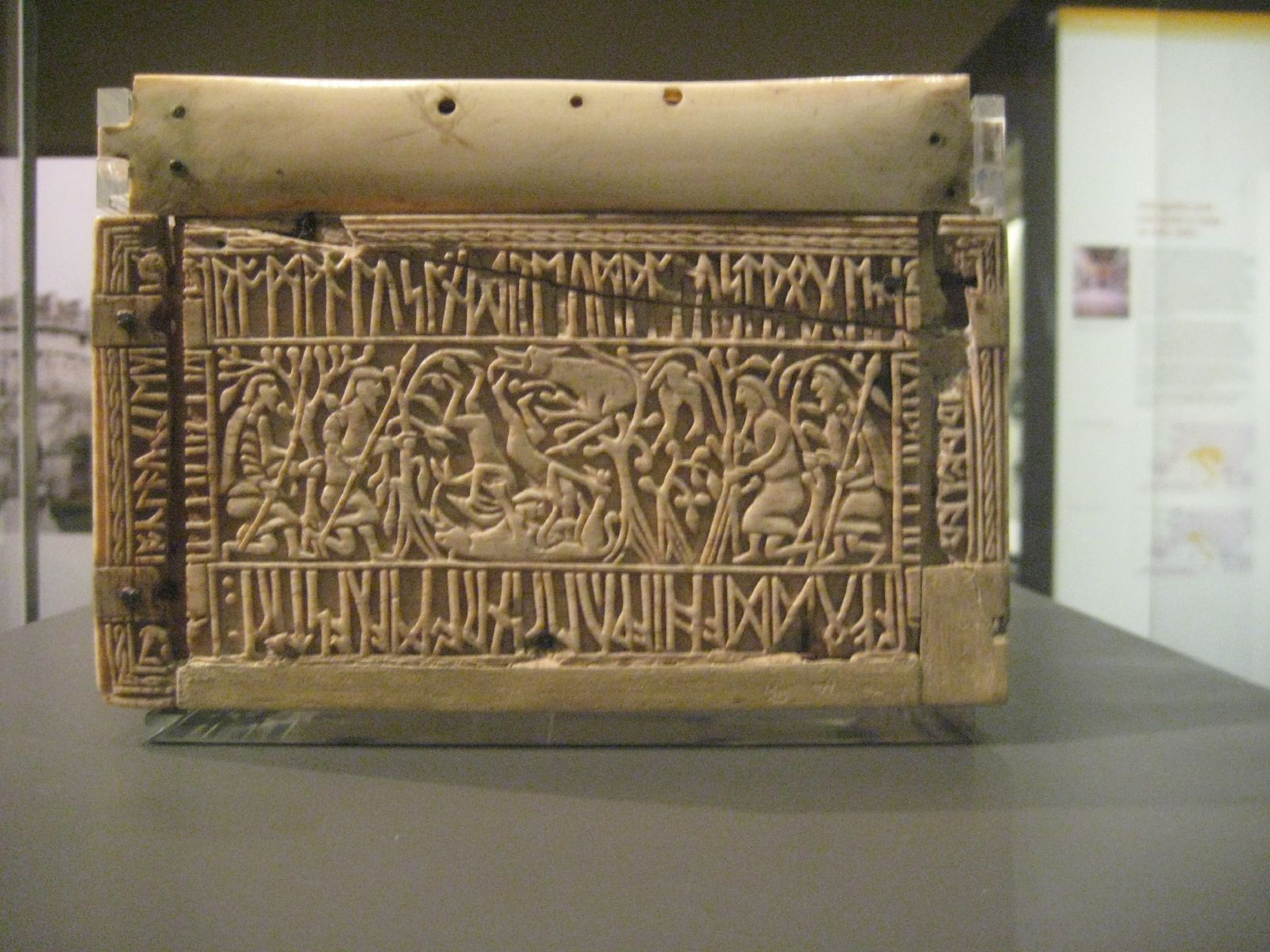
الجهه اليسرى

في صورة الجانب الأيسر يجد صيادين رومولوس ورموس وذئبين في غابة. هناك النص:
| النص الري (بالأبجدية الرونية)                                                      | النص الحرفي (بالألفبائية الاتينية)                                                 | ترجنة بالساكسون الغربية                                                               | ترجنة ممكنة                                                         |
| ---------------------------------------------------------------------------------- | ---------------------------------------------------------------------------------- | ------------------------------------------------------------------------------------- | ------------------------------------------------------------------- |
| ᚱᚩᛗᚹᚪᛚᚢᛋᚪᚾᛞᚱᛖᚢᛗᚹᚪᛚᚢᛋᛏᚹᛟᚷᛖᚾ \| ᚷᛁᛒᚱᚩᚦᚫᚱ \| ᚪᚠᛟᛞᛞᚫᚻᛁᚫᚹᚣᛚᛁᚠᛁᚾᚱᚩᛗᚫᚳᚫᛋᛏᚱᛁ: \| ᚩᚦᚳᚫᚢᚾᚾᛖᚷ | romwalusandreumwalustwœgen \| gibroðær \| afœddæhiæwylifinromæcæstri: \| oþlæunneg | Rōmwalus and Rēomwalus, twēgen gebrōðera: fēdde hīe wylf in Rōmeceastre, ēðle unnēah. | رومولوس ورموس، أخوان. غَذَّتهم أنثىٌ ذئبٌ في مدينة روما، بعيدا عن وطنِهم. |

## الجانب الأيمن

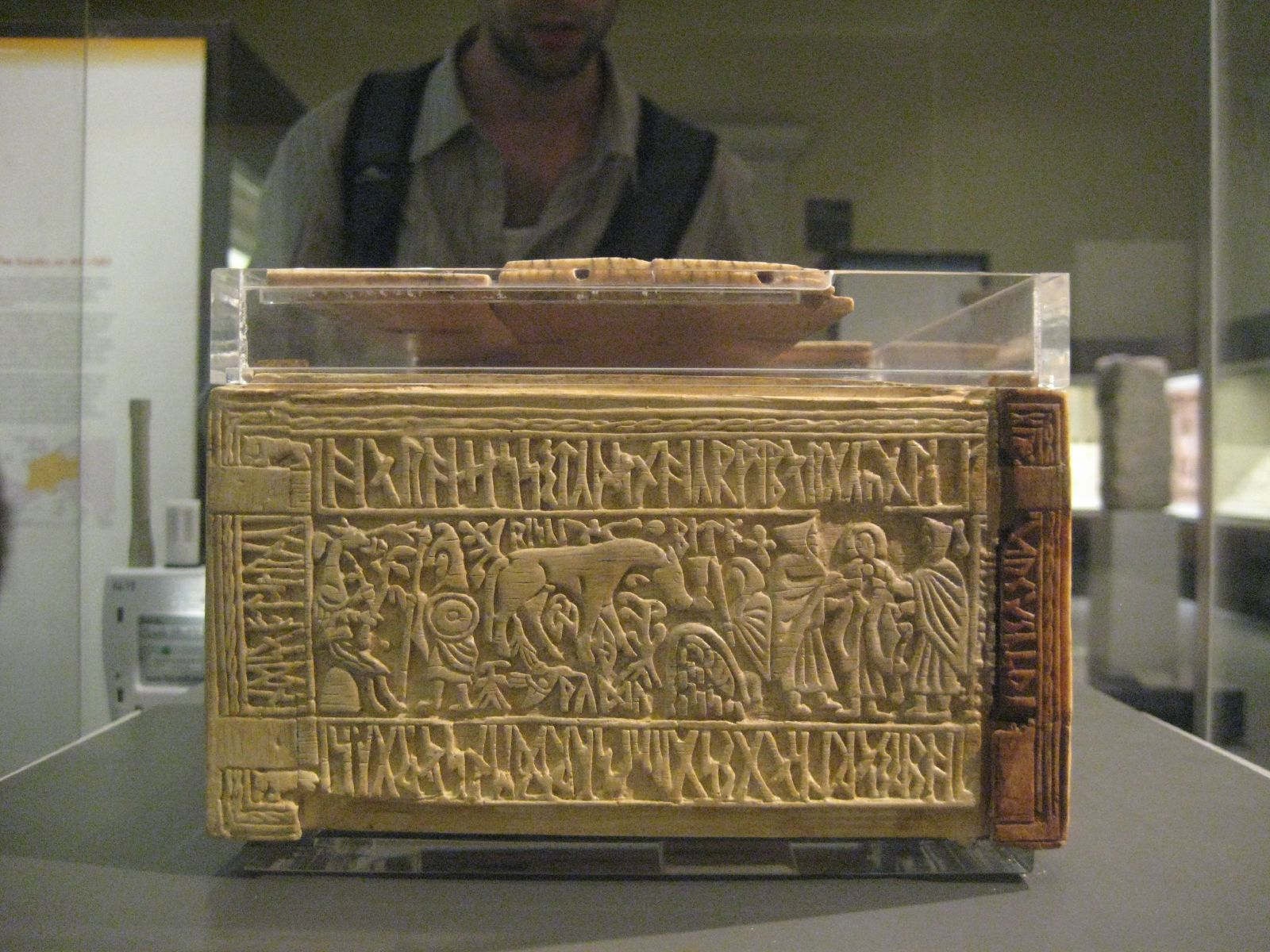
نسخة متماثلة الجانب الأيمن في المتحف البريطاني

لا أحد يعرف من في الصورة. معنى النص كذلك غير معروف على وجه اليقين.

## روابط خارجية
- https://www.britishmuseum.org/research/collection_online/collection_object_details.aspx?objectId=92560&partId=1